# Skoworodino

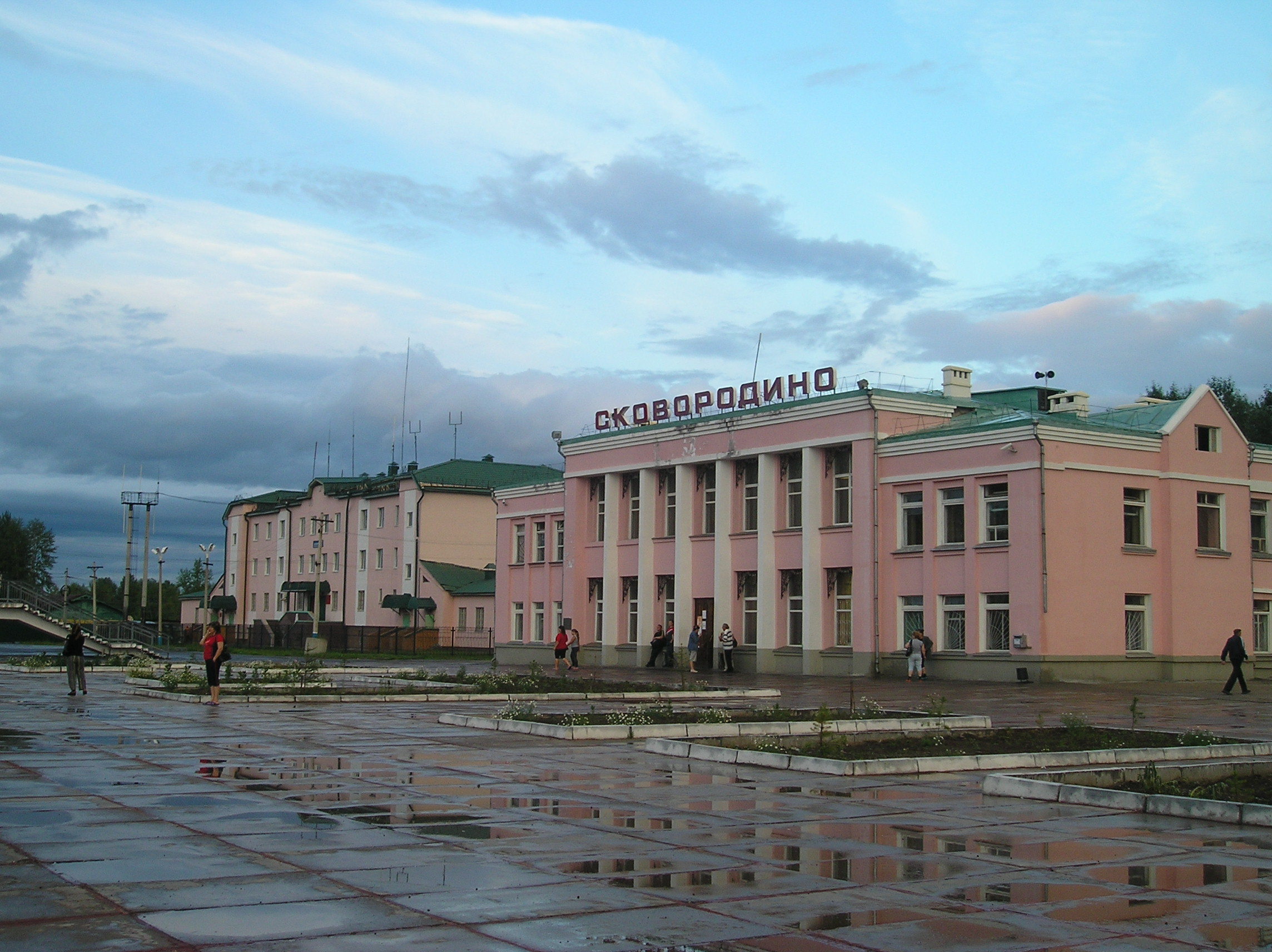
Bahnhof Skoworodino

Skoworodino (russisch Сковородино) ist eine Kleinstadt mit 7057 Einwohnern (Stand 1. Oktober 2021) in der russischen Oblast Amur in Sibirien.

## Lage
Skoworodino liegt an der Trasse der Transsibirischen Eisenbahn am Kilometer 7306, sowie am Fluss Bolschoi Newer (Большой Невер), dem Großen Newer, einem Nebenfluss des Amur. Letzterer, der in diesem Bereich auch die Grenze zu China bildet, verläuft etwa 60 km südlich der Stadt.
Die Entfernung bis zur Gebietshauptstadt Blagoweschtschensk beträgt 669 km in südöstliche Richtung; Tynda, die nächstgelegene Stadt, befindet sich etwa 140 km nördlich von Skoworodino.

## Geschichte
Der Ort wurde 1908 als Smeiny (Змеиный) gegründet, wechselte jedoch in den folgenden Jahren häufig den Namen; ab 1909 Newer (Невер) und ab 1911 Ruchlowo (Рухлово). 1927 wurde dem Ort das Stadtrecht verliehen, 1938 erfolgte schließlich die Umbenennung zum heutigen Ortsnamen.
Am 1. Januar 2011 wurde die Ostsibirien-Pazifik-Pipeline, welche von Taischet nördlich des Baikalsees nach Skoworodino verläuft, feierlich in Betrieb genommen.

### Bevölkerungsentwicklung
| Jahr | Einwohner |
| ---- | --------- |
| 1939 | 19.894    |
| 1959 | 15.083    |
| 1970 | 11.442    |
| 1979 | 13.035    |
| 1989 | 13.824    |
| 2002 | 10.566    |
| 2010 | 9.564     |
| 2021 | 7.057     |

Anmerkung: Volkszählungsdaten